# 케빈 소보
케빈 소보(Kevin Sorbo, 1958년 9월 24일 ~ )는 미국의 배우이다.

## 출연 작품
- 가나의 혼인잔치: 언약 (2020)
- 룬스톤 (2018)
- 더 패스터 (2018)
- 빛이 있으라 (2017)
- 스피릿 오브 더 게임 (2016)
- 미시카: 아이언 크라운 (2016)
- 케이지드 노 모어 (2016)
- 싱글 인 사우스 비치 (2015)
- 미씨카: 더 네크로맨서 (2015)
- 제시 제임스: 로맨 (2015)
- 더 스패로우: 네스팅 (2015)
- 미시카 : 더 다크스포어 (2015)
- 겔로우즈 로드 (2015)
- 호프 브릿지 (2015)
- 매터 오브 타임 (2015)
- 커피 숍 (2014)
- 원 샷 (2014)
- 미시카 : 쿼스트 포 히어로 (2014)
- 렛 더 라이언 로어 (2014)
- 블랙 라이더 (2014)
- 신은 죽지 않았다 (2014)
- 우주전쟁 : 지구 최후의 날 (2014)
- 스톰 라이더 (2013)
- 애버리스 (2013)
- 파탈 콜 (2012)
- FDR: 아메리칸 배대스 (2012)
- 코핀 (2011)
- 샘 스틸 앤 더 크리스탈 챌리스 (2011)
- Poolboy: Drowning Out the Fury (2011)
- 소울 서퍼 (2011)
- 줄리아 엑스 (2011)
- 플래쉬 운즈 (2011)
- 왓 이프... (2010)
- 스워드 2 (2010)
- 파라독스 (2010)
- 울프 캐년 (2009)
- 라이트닝 스트라이크 (2009)
- 지옥의 불 (2009)
- 비치 슬랩 (2009)
- 아메리칸 캐롤 (2008, An American Carol)
- 네버 크라이 웨어울프 (2008)
- 미트 더 스파르탄 (2008)
- 어벤징 엔젤 (2007)
- 썸씽 비니스 (2007)
- 워킹 톨 3 (2007)
- 워킹 톨 2 - 페이백 (2007)
- 헤라클레스와 제나 (1998, Hercules and Xena – The Animated Movie: The Battle for Mount Olympus) - 애니메이션
- 정복자 칼 (1997)
- 헤라클레스와 잃어버린 왕국 (1994, Hercules and the Lost Kingdom)
- 지옥의 슬로터 (1993)
- 바이러스 (1992)

### 텔레비전
- 헤라클레스 (1995-99)
- 안드로메다 (2000-05)
- 세 남자의 동거 (2006)
- The O.C. (2006-07)
- Up Close with Carrie Keagan (2008) - 본인